# فيرنون هولواي
فيرنون هولواي هو سياسي أمريكي، ولد في 15 سبتمبر 1919 في ريتشموند في الولايات المتحدة، وتوفي في 15 يناير 2000. نشط حزبياً في الحزب الديمقراطي. وقد انتخب عضو مجلس ولاية فلوريدا ‏ وانتخب عضو مجلس نواب فلوريدا ‏.